# Linia kolejowa Praha – Vrané nad Vltavou – Čerčany/Dobříš
Linia kolejowa Praha – Vrané nad Vltavou – Čerčany/Dobříš (Linia kolejowa nr 210 (Czechy)) – jednotorowa, niezelektryfikowana linia kolejowa o znaczeniu regionalnym w Czechach. Łączy Pragę ze stacją Čerčany i Dobříš przez Vrané nad Vltavou. Przebiega przez terytorium Pragi i kraju środkowoczeskiego.